# Queen's Club Championships 1992
I Queen's Club Championships 1992 (conosciuti anche come Stella Artois Championships per motivi di sponsorizzazione) sono stati un torneo di tennis giocato sull'erba. È stata la 99ª edizione dei Queen's Club Championships, e faceva parte della categoria ATP World Series nell'ambito dell'ATP Tour 1992. Si è giocato al Queen's Club di Londra in Inghilterra, dall'8 al 14 giugno 1992.

## Campioni

### Singolare
Wayne Ferreira ha battuto in finale  Shūzō Matsuoka con il punteggio di 6–3, 6–4

### Doppio
John Fitzgerald /  Anders Järryd hanno battuto in finale  Goran Ivanišević /  Diego Nargiso con il punteggio di 7–6, 2–6, 16–14